# Khesarhiya
Khesarhiya – gaun wikas samiti w środkowej części Nepalu  w strefie Narajani w dystrykcie Rautahat. Według nepalskiego spisu powszechnego z 2001 roku liczył on 421 gospodarstw domowych i 2546 mieszkańców (1209 kobiet i 1337 mężczyzn).